# 钱 (货币单位)

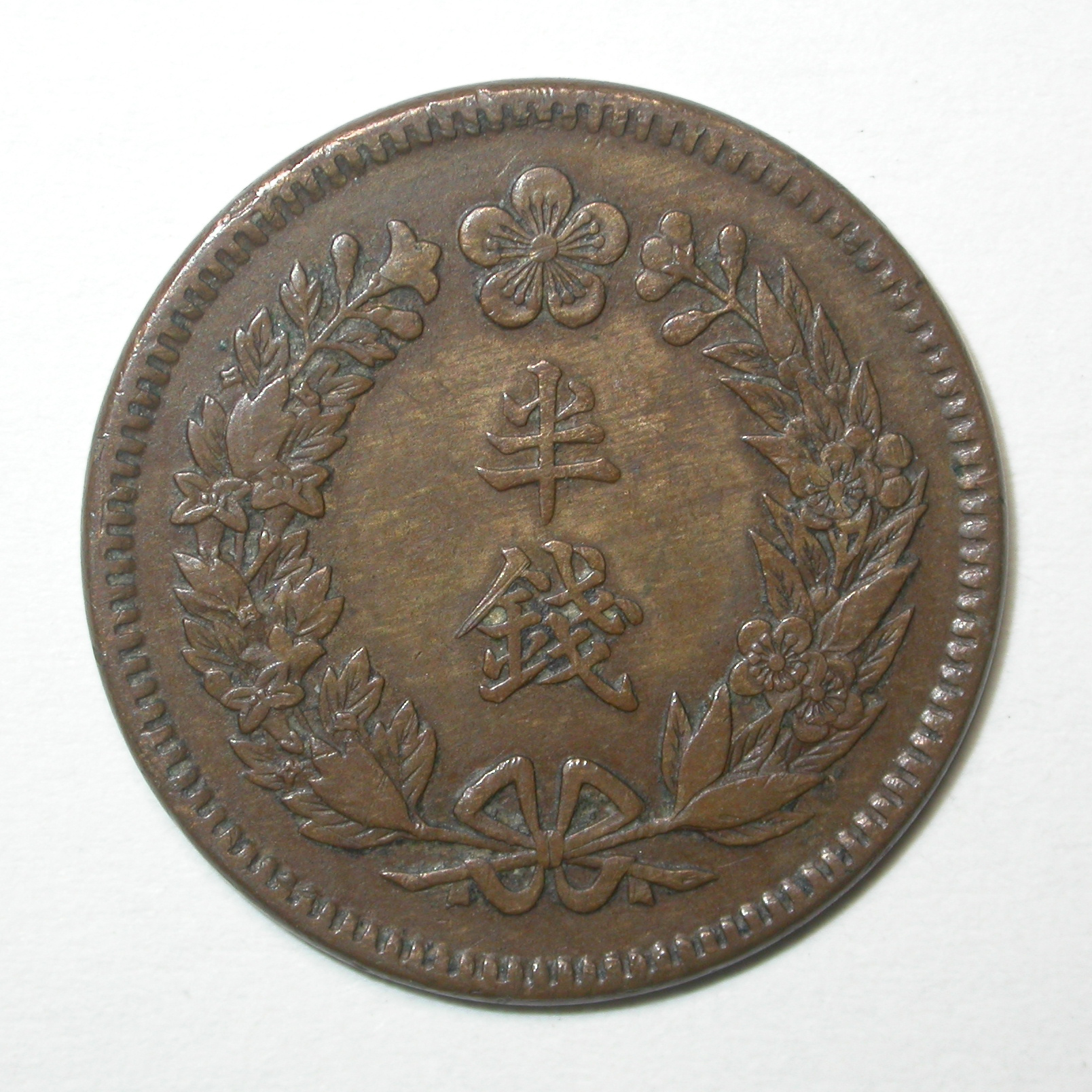
1909大韩帝国半钱硬币

钱，日本和朝鲜半岛的辅币单位，均为其基本货币单位的百分之一，在日本每钱为0.01日元，在韩国为0.01韩元，在朝鲜为0.01朝鲜元，相当于中文地区的“分”。

## 词源
“钱”字源自中国，上古时期至一种铲型农具，后成为货币的通称及重量单位。作为重量单位时，每十钱合一两。在中国古代，“钱”并不是一个货币单位，因明清时期的银两是最广泛使用的称量货币，“两”、“钱”等重量单位，直接用作货币的计量单位时，指的是对应重量的银两。

## 日本

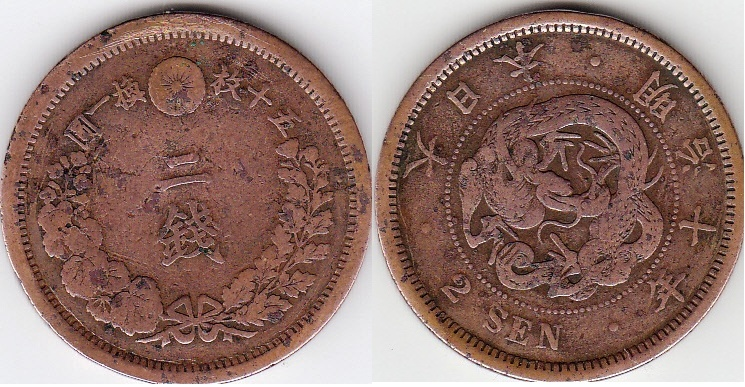
1877年版日本二钱铜币

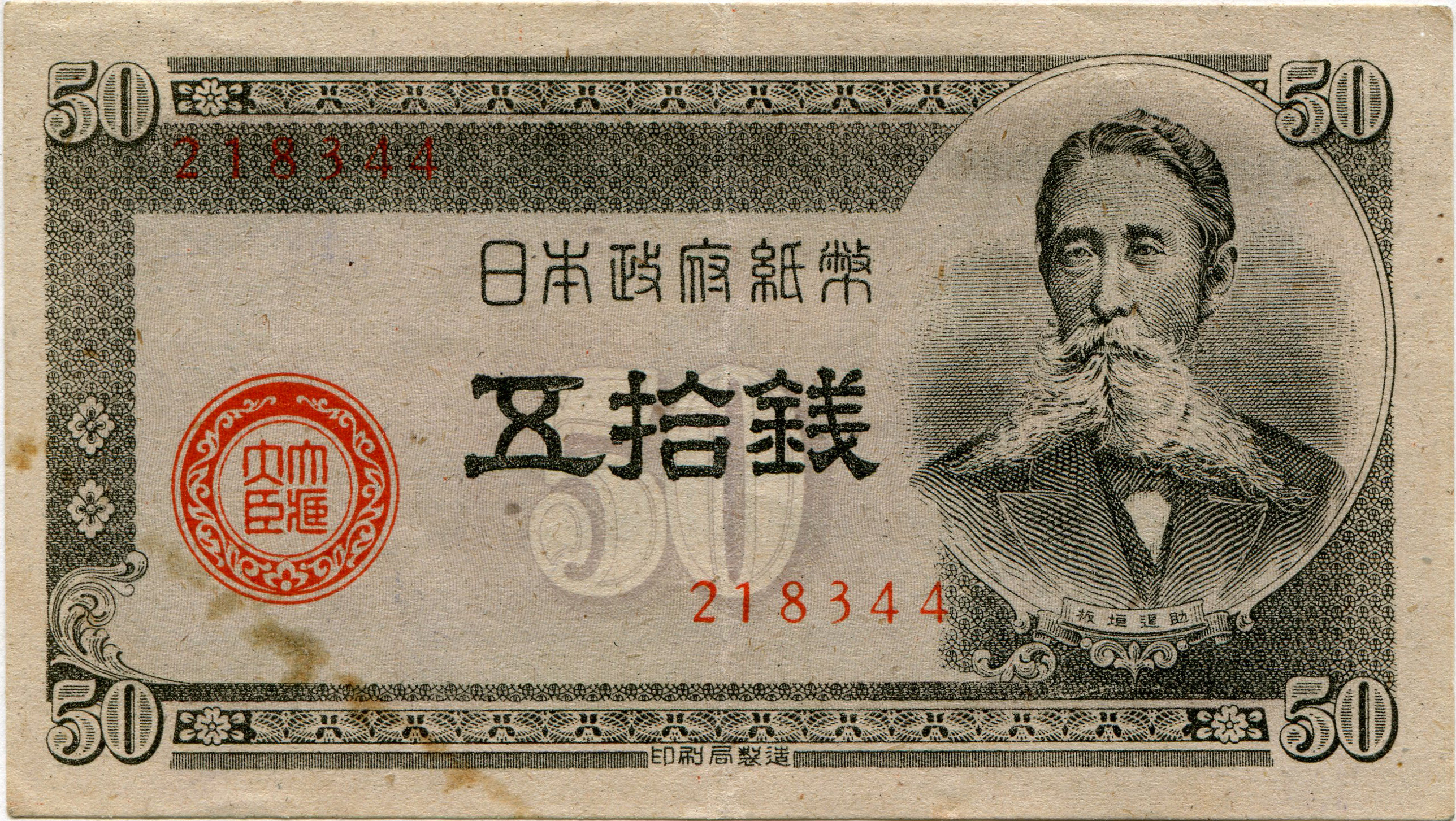
五十钱纸币

在日本，江户时代以前的一钱是指一枚方孔钱的价值，也就是说它等于一文或千分之一贯。按照1700年的银钱比价，其价值等于0.015钱（匁）白银。在当时的中国，一钱所指的货币价值是指一钱重的白银，与日本的存在两个数量级的差别。
明治四年（1871年），日本颁布《新货条例》，规定日本的基本货币单位为“圓”（圓，新字体作），辅币单位为“钱”（錢，新字体作）和“厘”（厘），并规定每100钱合1圆，而每10厘合1钱。按《新货条例》每圆等于旧时的一两，而当时一两等于4000文，因此新“钱”与旧“钱”的价值比为40:1。1953年，日本政府颁布《小额通货整理法》，以“钱”和“厘”为单位的硬币和纸币退出流通，“钱”不在为日本现金货币单位。其后，“钱”在日本仅被用于金融领域，用于描述股票价格、汇率中不足1日元的小数部分。

## 朝鲜半岛
1892年，朝鮮高宗进行货币改革，以“两”（양/兩）为货币基本单位，每两合10钱（전/錢）、100分（분/分），每5两合1圜（환/圜）。1902年，大韩帝国币制改革，以“圆”（원/圜）为货币基本单位，每圆合100钱（전/錢）、原5两，因此新币制每钱等于旧币制的2钱。1910年，韩国沦为日本殖民地，和日圆等值的朝鲜银行券成为朝鲜半岛的法定货币，该币以“圆”（日语：/韓語：）为基本单位，每圆合100钱（日语：/韓語：）。1945年日本投降，朝鲜半岛南部发行与日元等值的新币，货币单位未变；北部发行苏联红军票，以“圆”（원）为基本单位，并无辅币。1947年，半岛北部发行北朝鲜中央银行券，以“圆”（원）为基本单位，每圆合100钱（전）。1953年，韩国币制改革，以“圜”（환/圜）基本货币单位，每圜等于旧币100圆，每圜合100钱（전/錢）。1962年，韩国货币改革，发行新版韩元，以“圆”（원）为基本单位，并无辅币，但“钱”（전）作为百分之一韩元仍被用于金融领域。朝鲜自1947年开始，韩国自1962年开始不再指定基本货币单位的汉字写法，作为辅币单位的“钱”同样如此。